# Brienon-sur-Armançon
Brienon-sur-Armançon é uma comuna francesa na região administrativa de Borgonha-Franco-Condado, no departamento de Yonne. Estende-se por uma área de 31,19 km². Em 2010 a comuna tinha 3 243 habitantes (densidade: 104 hab./km²).